# Cantó de Niort-Oest
El cantó de Niort-Oest és un cantó francès del departament de Deux-Sèvres, situat al districte de Niort. Té 2 municipis i part del de Niort.

## Municipis
- Coulon
- Magné
- Niort (part)

## Història
| Data d'elecció                           | Identitat        | Partit                     | Qualitat |
| ---------------------------------------- | ---------------- | -------------------------- | -------- |
| 1973-1979                                | Janine Lucas     | MRG, després Divers droite |          |
| 1979-1985                                | Gérard Gauduchon | PS                         |          |
| 1985-1998                                | Janine Lucas     | UDF-Radical                |          |
| 1998-                                    | Gérard Zabatta   | PS                         |          |
| les dades anteriors no són pas conegudes |                  |                            |          |
|                                          |                  |                            |          |

## Demografia
| A partir de 1990: Població sense dobles comptes |